# Spinimegopis kawazoei
Spinimegopis kawazoei là một loài bọ cánh cứng trong họ Cerambycidae.